# براکاس بی (برونئی)
براکاس بی (به لاتین: Mukim Berakas 'B') یک منطقهٔ مسکونی در برونئی است که در استان برونئی-موآرا واقع شده‌است. براکاس بی ۴۰٬۷۱۰ نفر جمعیت دارد.